# 孔巴帕塔區
孔巴帕塔區（西班牙語：Distrito de Combapata），是秘魯的一個區，位於該國南部庫斯科大區的坎奇斯省，始建於1912年11月22日，面積182.5平方公里，海拔高度3,475米，2005年人口5,128，人口密度每平方公里28人。